# ای.جی. مچکو
ای. جی. مچکو (انگلیسی: A. J. Mleczko؛ زادهٔ ۱۴ ژوئن ۱۹۷۵) بازیکن هاکی روی یخ اهل ایالات متحده آمریکا بود.